# Борискін Юрій Валентинович
Борискін Юрій Валентинович (21 лютого 1960—9 листопада 2021) — генерал-лейтенант Збройних Сил України, один з керівників антитерористичної операції (АТО).

## Життєпис
Народився 21 лютого 1960 року в селі Телятники Сараївського району Рязанської області у родині військовослужбовця. Батько, генерал-лейтенант Борискін Валентин Данилович, свого часу був командувачем військами Київського військового округу (1992).
У 1981 році закінчив Омське вище загальновійськове командне училище. Офіцерську службу розпочав на посаді командира мотострілецького взводу.
З 1983 до 1988 року пройшов шлях від командира розвідувального взводу до начальника штабу-заступника командира розвідувального батальйону.
У 1991 році закінчив Військову академію ім. М.В. Фрунзе.
З 1991 по 2003 року проходив службу на посадах командира навчального розвідувального батальйону, начальника штабу-заступника командира механізованого полку, командира навчального мотострілецького полку, заступника командира механізованої дивізії, командира механізованої дивізії, командира механізованої бригади, заступника командира корпусу.
У 2004 році закінчив факультет підготовки фахівців оперативно-стратегічного рівня Національної академії оборони України. По завершенню навчання в академії був призначений на посаду начальника управління — заступника командувача військами Південного оперативного командування з бойової підготовки.
З 2004 до 2005 року проходив службу на посаді командира 6 АК.
З 2005 до 2006 року — начальник кафедри стратегії факультету підготовки фахівців оперативно-стратегічного рівня Національної академії оборони України.
З 2006 до 2009 року — перший заступник командувача військами Західного оперативного командування.
З 2009 року — заступник командувача військами Західного оперативного командування.
На 2014 рік — заступник командувача Сухопутних військ Збройних Сил України з бойової підготовки.
На початковому етапі проведення АТО був одним з її керівників.
Одружений. Мав доньку та сина.
Помер 9 листопада 2021 року в місті Чернівці.